# Rimska rota
Rota Romana ili Rimska Rota je najviši prizivni sud Rimske kurije.
Istražni sudac tog suda je nosio naslov prislušnika (latinski: auditor).
Među poznatim Hrvatima koji su obnašali tu dužnost su biskup Ivan Štafilić, Jakov Dragač iz Trogira te Fantin della Valle, također iz Trogira, poznat i kao jedna od osoba koje su utemeljile Ilirski gostinjac sv. Jeronima. Svi su pokopani u Rimu.